# Wolhusen
Wolhusen ist eine politische Gemeinde im Wahlkreis Entlebuch des Kantons Luzern in der Schweiz. Auf den 1. Januar 2013 wechselte die Gemeinde vom Wahlkreis Sursee zum Wahlkreis Entlebuch.

## Geographie
Wolhusen ist ein regionales Zentrum. Die Besonderheit des Orts liegt darin, dass er zu zwei verschiedenen Gemeinden des Kantons Luzern gehört.
Das heutige Wolhusen als Gemeinde bezeichnet daher den Teil von Wolhusen, der am linken Ufer der Kleinen Emme liegt und bis 1857 Wolhusen-Wiggern hiess. Das Gebiet am rechten Ufer der Kleinen Emme heisst Wolhusen-Markt und ist ein Ortsteil der Gemeinde Werthenstein.
Das Dorf Wolhusen ist als regionales Zentrum in den letzten Jahrzehnten stark gewachsen und umfasst auch einige Gebiete, die früher eigene Häusergruppen oder Gehöfte waren. Im Ort fliesst die Wolhuser Wiggere (auch Wiggern genannt) von links in die Kleine Emme.
Der Nordteil der Gemeinde ist ein welliges Gebiet mit einigen Hügeln, darunter der Chräjebüel (716 m ü. M.), der Mülibüel (666 m ü. M.) ganz im Norden der Gemeinde und der Märzhubel (697 m ü. M.) gleich nördlich des Dorfs. In diesem Teil der Gemeinde gibt es zahlreiche Häusergruppen und Gehöfte. Das Gebiet ist von wenigen Ausnahmen abgesehen (der Fluewald ist hier das grösste Waldstück) wenig bewaldet.
Ganz anders sieht es dagegen im Hügel- und Bergland westlich und südwestlich des Dorfs aus. In diesem Gebiet zwischen Wolhuser Wiggere im Norden und dem Flüebach, der in die Kleine Fontanne fliesst, im Süden liegt eine Region, die aus zahllosen Weilern, Häusergruppen und Einzelgehöften besteht und unter dem Namen Steihuserberg zusammengefasst wird. Zwar sind auch dort viele Gebiete in den letzten Jahrhunderten gerodet worden, aber es gibt auch zahlreiche grosse Wälder. Der Wiggerewald am Südufer der Wolhuser Wiggere ist der grösste und liegt westlich des Dorfs Wolhusen. Der von einem Bach durchflossene Stampfigrabe und das ebenfalls von einem Bach durchflossene Badtobel, beide südwestlich des Dorfs, und der Geierbüelwald an der Westgrenze der Gemeinde sind die nächstgrösseren Waldpartien. In diesem Teil der Gemeinde sind auch die höchsten Erhebungen zu finden. Der höchste Punkt der Gemeinde ist die Hochwart (1016 m ü. M.) nördlich des Flüebachs ganz im Südwesten der Gemeinde, die Fluh (945 m ü. M.) östlich davon und der Steihuserberg (820 m ü. M.) westlich der Kleinen Emme.
Die Gemeindegrenze folgt vielfach Gewässern. Darunter sind die Kleine Emme, Grosse und Kleine Fontanne, der Flüebach, die Wolhuser Wiggere und der Schwarzebach.
Vom Gemeindeareal von 1429 ha werden 57,5 % landwirtschaftlich genutzt. Weitere 31,4 % sind von Wald und Gehölz bedeckt und 9,8 % Siedlungsfläche (Stand 2015/16).
Wolhusen grenzt an Doppleschwand, Entlebuch, Menznau, Romoos, Ruswil und Werthenstein.

## Bevölkerung
Die Bevölkerung blieb in der ersten Hälfte des 19. Jahrhunderts trotz eines grossen Geburtenüberschusses stabil. Nur von 1850 bis 1860 war ein kleiner Bevölkerungsrückgang zu vermerken (− 4,75 %). Bis 1888 gab es ein langsames Wachstum (1860–1888: + 8,8 %). Anschliessend wuchs die Bevölkerung bis 1960 rasch an und verdoppelte sich (1888–1960: + 107,8 %). Bis zum Jahr 2000 wuchs sie weiter (1960–2000: + 18,6 %), seither stagniert sie bei knapp über 4000 Einwohnern.
Quelle: Bundesamt für Statistik; 1850 bis 2000 Volkszählungsergebnisse, 2010 ESPOP, seit 2011 STATPOP

Luftbild aus 300 m von Walter Mittelholzer (1922)

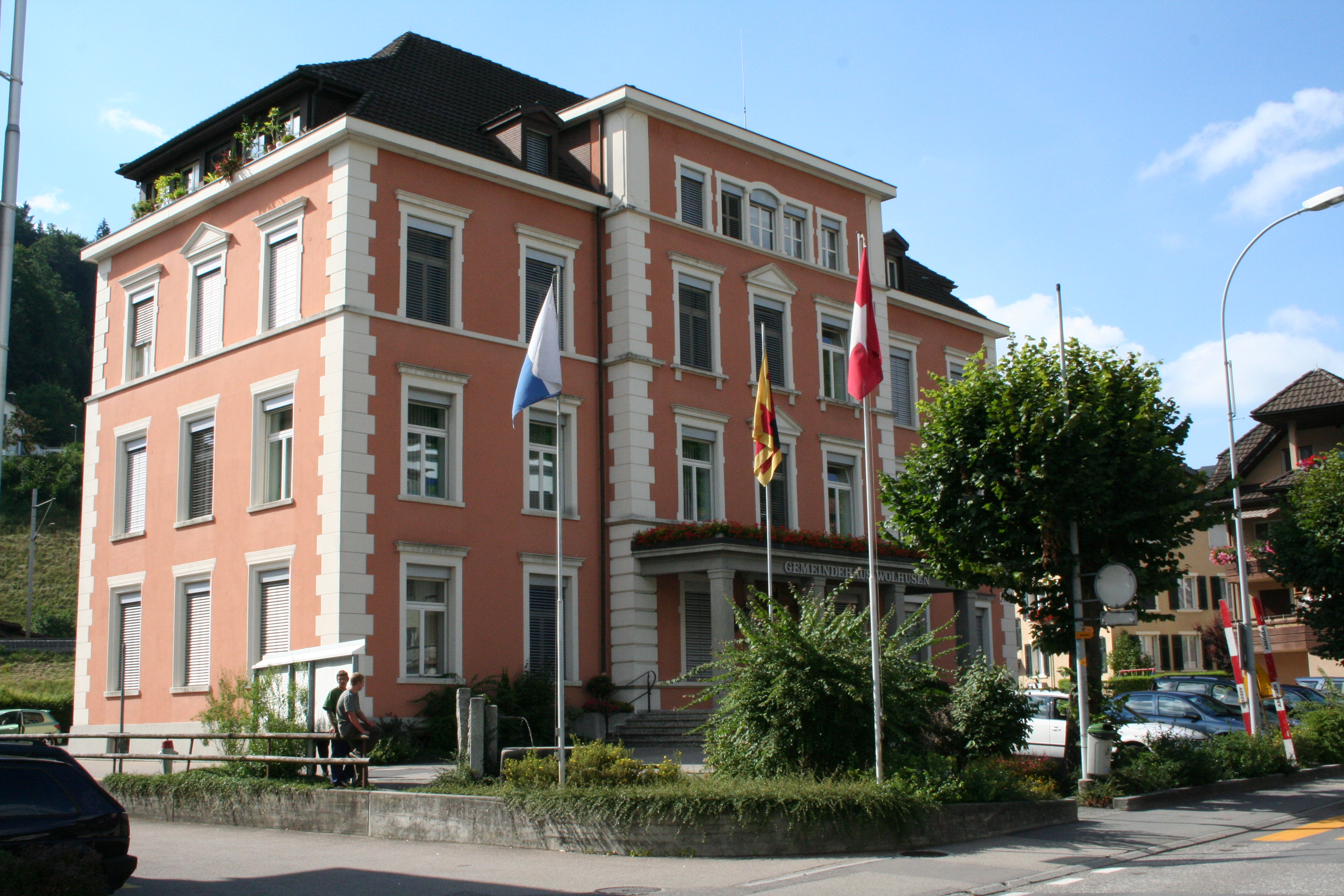
Blick auf das Gemeindehaus Wolhusen

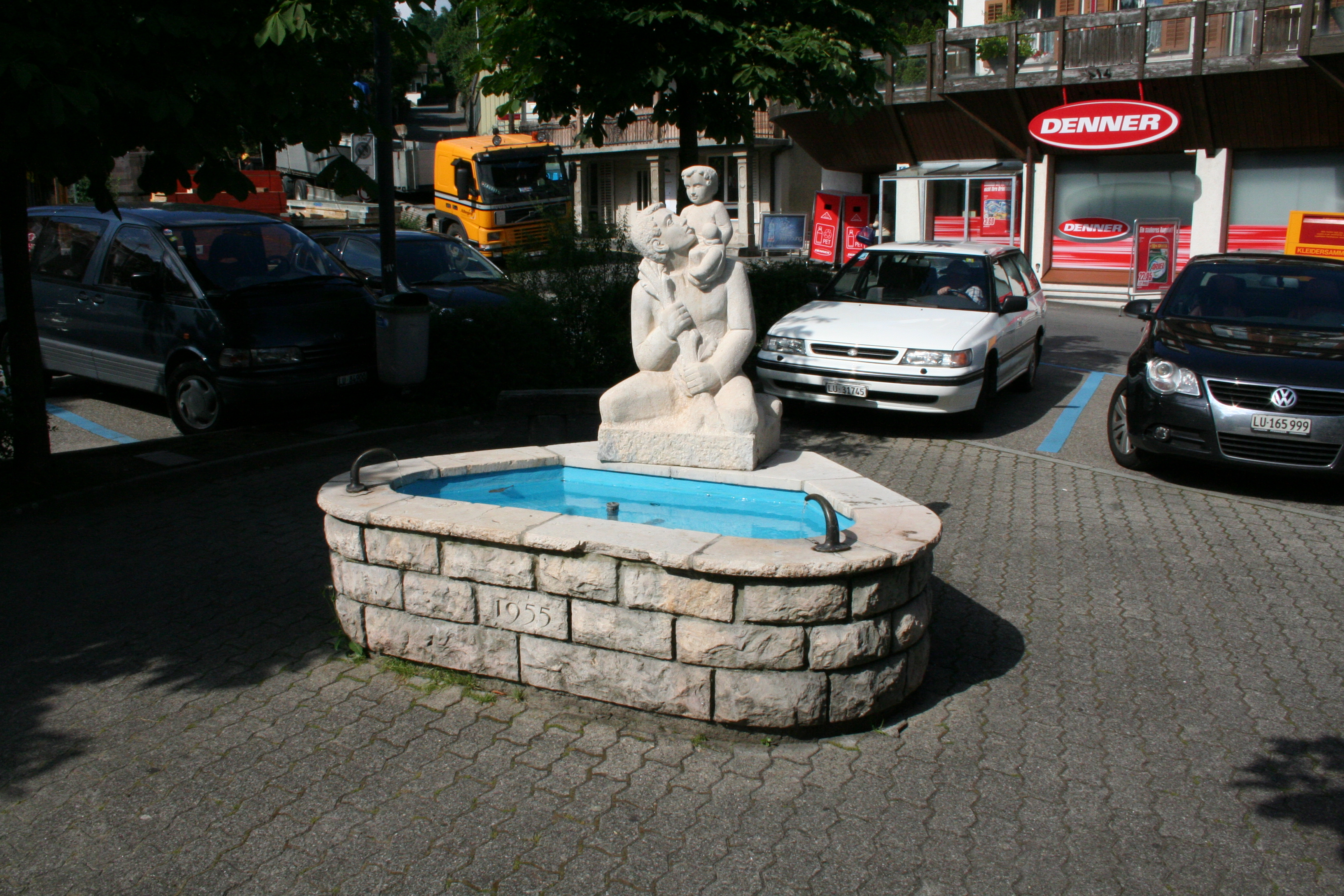
Dorfplatz mit Dorfbrunnen

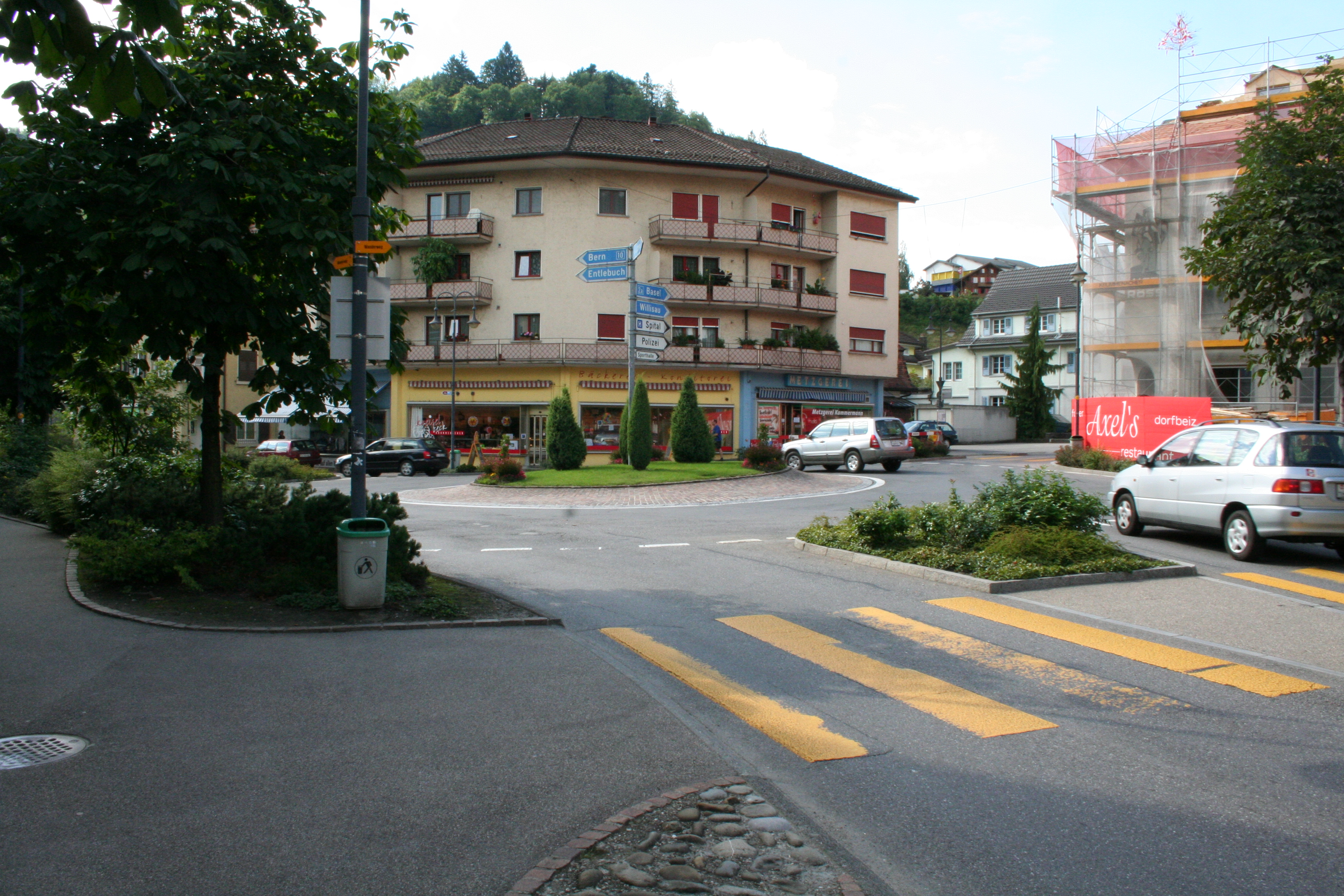
Wolhusen im Zentrum: der Kreisel

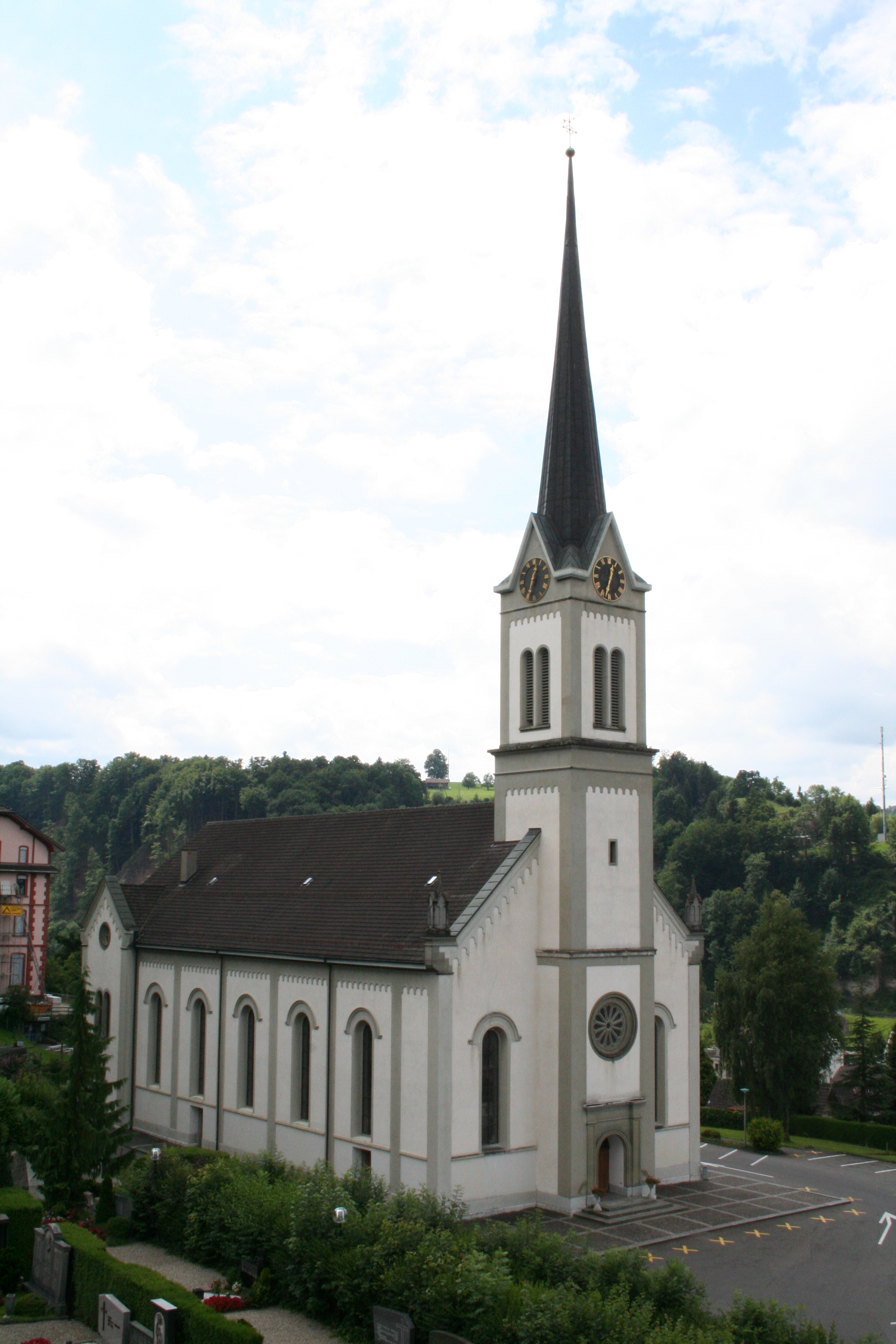
Blick auf die katholische Kirche

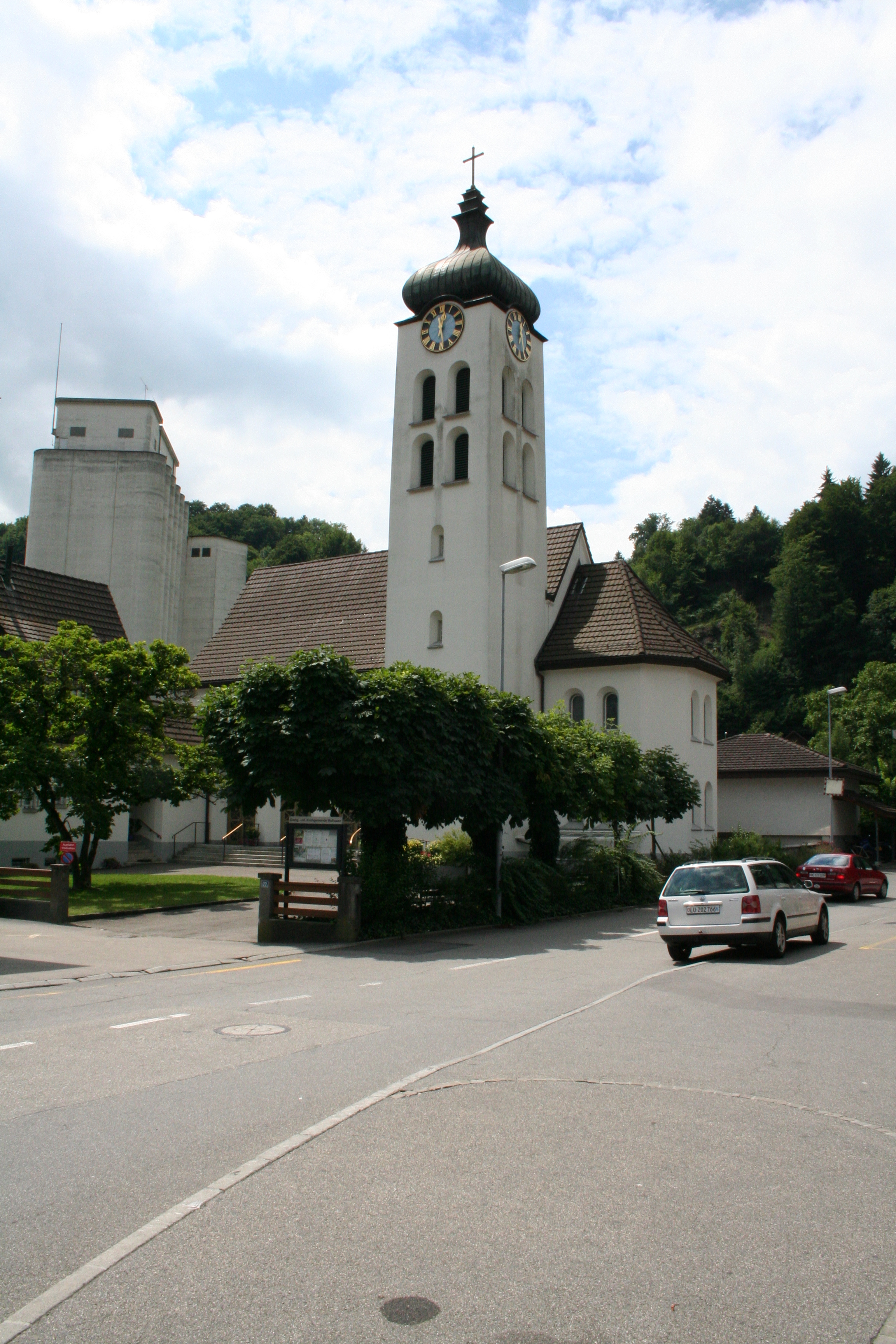
Blick auf die reformierte Kirche

### Sprachen
Die Bevölkerung benutzt als Alltagssprache eine hochalemannische Mundart. Bei der letzten Volkszählung im Jahr 2000 gaben 92,44 % Deutsch, 2,55 % Albanisch und 1,10 % Serbokroatisch als Hauptsprache an.

### Religionen – Konfessionen
Früher waren alle Bewohner Mitglied der römisch-katholischen Kirche. Heute (Stand 2000) sieht die religiöse Zusammensetzung der Bevölkerung wie folgt aus: Es gibt 76,36 % römisch-katholische, 8,39 % evangelisch-reformierte und 1,30 % orthodoxe Christen. Daneben findet man 5,19 % Muslime und 3,82 % Konfessionslose. Bei den Orthodoxen handelt es sich um Mazedonier, Montenegriner und Serben. Die Muslime sind mehrheitlich Albaner; es gibt aber auch viele Personen türkischer und kurdischer Herkunft unter ihnen.

### Herkunft – Nationalität
Ende 2022 zählte die Gemeinde 4446 Einwohner. Davon waren 3457 Schweizer Staatsangehörige und 989 (= 22,2 %) Menschen anderer Staatsangehörigkeit. Die grössten Zuwanderergruppen kommen aus Deutschland (172 Menschen), dem Kosovo (160), Eritrea (103), Portugal (83), Serbien (62), Italien (46), Nordmazedonien (33) und der Türkei (27). 208 Personen stammen aus weiteren europäischen Ländern, 95 Menschen aus anderen aussereuropäischen Ländern.

## Geschichte
Erste indirekte Erwähnung findet der Ort als Vuolhusen im Jahr 1070, als ein Mitglied der Freiherren von Wolhusen Abt im Kloster Einsiedeln wird. Die Freiherren von Wolhusen waren eines der mächtigsten Herrschergeschlechter der Region. Ihnen unterstanden das Rottal und das ganze Entlebuch sowie die heute bernischen Gemeinden Schangnau und Trub. Um 1300 veräusserten sie ihren Besitz an die Habsburger. Diese setzten Vögte ein, welche mit den Luzernern und den Entlebuchern in Konflikt gerieten. Am 3. Januar 1386 griffen sie den Vogt Peter von Thorberg an und zerstörten beide seiner Burgen. Nach der Schlacht bei Sempach im gleichen Jahr verloren die Habsburger die Kontrolle über das Gebiet. Ab 1389 verpfändeten sie die Gemeinde an die Stadt Luzern, welche 1405 die volle Herrschaft über Wolhusen erlangte. Die Gemeinde gehörte bis 1798 zur Landvogtei Ruswil, danach bis 1803 zum Distrikt Ruswil und dann bis 1814 zum neu geschaffenen Amt Entlebuch. Seither gehört sie als Grenzgemeinde zum Amt Sursee.

## Politik

### Gemeinderat
Der Gemeinderat Wolhusen besteht aus fünf Mitgliedern und ist wie folgt aufgestellt:
- Bruno Duss (parteilos): Gemeindepräsident
- Willi Bucher (Die Mitte): Gemeindeammann
- Gregor Kaufmann (Die Mitte)
- Hanspeter Streit (FDP)
- Lisbeth Wicki-Blum (Die Mitte)

- David Schmid: Gemeindeschreiber

### Kantonsratswahlen
Bei den Kantonsratswahlen 2023 des Kantons Luzern betrugen die Wähleranteile in Wolhusen: Mitte (einschliesslich Junge Mitte) 39,01 %, SVP (einschliesslich Junge SVP) 29,90 %, FDP 16,79 %, SP 10,24 %, Grüne 4,07 %.

### Nationalratswahlen
Bei den Schweizer Parlamentswahlen 2023 betrugen die Wähleranteile in Wolhusen: Mitte 37,3 %, SVP 34,7 %, FDP 11,9 %, SP 7,8 %, Grüne 3,8 %, glp 2,0 %, übrige 2,5 %.

## Verkehr
Wolhusen ist ein Verkehrsknotenpunkt. Hier verzweigen sich die Bahnlinien Luzern-Bern und Luzern-Langenthal. Ausserdem verkehren die Buslinien Wolhusen-Doppleschwand-Romoos-Holzwegen und Wolhusen Spital (mit Erweiterung bis Wolhusen, Tropenhaus) sowie die Linie Wolhusen-Ruswil (mit Anschluss nach Buttisholz, Sursee).
Wolhusen ist auch für den privaten Verkehr ein wichtiger Ort. Strassen gehen von hier nach Luzern, Ruswil (ins Rottal), ins Entlebuch (und von dort nach Thun und Bern) und Richtung Willisau. Die nächsten Autobahnanschlüsse an der A2 sind in Dagmersellen in 21 km und in Emmen (Nord und Süd) in 20 km Entfernung. 
Die erstgebaute Re 620-Streckenlokomotive der SBB mit der Betriebsnummer 11601 (frühere Bauartbezeichnung Re 6/6) trägt seitlich das Wappen der Gemeinde Wolhusen.

## Sehenswürdigkeiten
In dem Beinhaus oberhalb der Pfarrkirche St. Andreas ist ein hervorragend restaurierter Totentanzzyklus zu sehen, der von Fachleuten als der qualitätvollste der Innerschweiz (ausser Luzern) bezeichnet wird. An den Längswänden der Kapelle stehen sich je vier Vertreter der geistlichen und weltlichen Obrigkeit gegenüber (Papst, Kardinal, Bischof, Priester sowie Kaiser, König, Kurfürst, Edelmann), während an der Giebelseite vier Vertreter der niederen Stände abgebildet sind (Wirt, Wucherer, Bäcker, Mönch). Aussergewöhnlich ist, dass den 17 gemalten Todesgestalten hier echte Totenschädel mit der jeweils zur Szene passenden Drehung des Kopfes aufgesetzt sind. Die vierzeiligen Verse enthalten die Klagen der Sterbenden und vereinzelt auch Monologe des Todes.
Auf dem Hiltenberg ausserhalb des Dorfes liegt das Tropenhaus Wolhusen.

## Persönlichkeiten
- Hedwig von Wolhusen (11. Jahrhundert), Äbtissin des Fraumünsters in Zürich
- Zeno Bucher (1907–1984), Philosoph
- Theresia Greter-Lustenberger (* 1941), Künstlerin
- Franz Müller (* 1957), Aktions-, Konzept- und Performance-Künstler
- Bruno Jenny (* 1959), Projektmanager
- Christoph Spycher (* 1978), Fussballspieler
- Ronny Heer (* 1981), Nordischer Kombinierer
- Raeto Raffainer (* 1982), Eishockeyspieler und -funktionär
- Fabian Lustenberger (* 1988), Fussballspieler
- Luana Bühler (* 1996), Fussballspielerin
- Seline Ineichen (* 1990), Handballnationalspielerin